# Сніданок чемпіонів
«Сніданок чемпіонів, або Прощавай чорний понеділку!» (англ. Breakfast of Champions, or Goodbye Blue Monday) — роман американського письменника Курта Воннеґута, написаний у 1973 році. Це його сьомий роман, події якого відбуваються переважно у вигаданому містечку Мідленд-Сіті, штат Огайо, і зосереджені на двох персонажах. 

## Сюжет
Головний герой роману Кілґор Траут — письменник-фантаст, який подорожує з одного конґресу наукової фантастики до другого. На одному з таких конґресів він зустрічає Двейна Гувера, власника фірми, яка продає «понтіаки», і їхня зустріч стає приводом для багатьох карколомних та несподіваних ситуацій.
Оповідь в романі побудовано так, ніби автор розповідає про Землю інопланетянинові, який нічого не знає ані про людство, ані про людську цивілізацію, навіть про найпростіші речі — розмноження, зброю, прапор, яблуко. Така розповідь дозволяє під несподіваним кутом побачити мотивацію й наслідки людських дій.